# Ліпниця (Лодзинське воєводство)
Ліпниця (пол. Lipnica) — село в Польщі, у гміні Поддембиці Поддембицького повіту Лодзинського воєводства.
Населення — 212 осіб (2011).
У 1975-1998 роках село належало до Серадзького воєводства.

## Демографія
Демографічна структура станом на 31 березня 2011 року:
|          | Загалом | Допрацездатний вік | Працездатний вік | Постпрацездатний вік |
| -------- | ------- | ------------------ | ---------------- | -------------------- |
| Чоловіки | 109     | 22                 | 78               | 9                    |
| Жінки    | 103     | 17                 | 64               | 22                   |
| Разом    | 212     | 39                 | 142              | 31                   |